# Ракале
Ракале (італ. Racale, сиц. Racale) — муніципалітет в Італії, у регіоні Апулія, провінція Лечче.
Ракале розташоване на відстані близько 520 км на південний схід від Рима, 170 км на південний схід від Барі, 45 км на південь від Лечче.
Населення — 10 990 осіб (2014).
Щорічний фестиваль відбувається 20 січня. Покровитель — San Sebastiano.

## Демографія
Населення за роками:

Станом на 1 січня 2023 року в муніципалітеті офіційно проживало 207 іноземців з 34 країн, серед них 89 громадян країн Євросоюзу та 2 громадяни України.

## Сусідні муніципалітети
- Аллісте
- Меліссано
- Тав'яно
- Удженто